# William Munk
William Munk (* 24. September 1816 in Battle; † 20. Dezember 1898 in London) war ein englischer Arzt. Er verfasste eine Sammlung von Kurzbiografien von Medizinern der englischen Geschichte, die Munk’s Roll, die heute durch das Royal College of Physicians verwaltet wird.

## Leben und Wirken
William Munk wurde in Battle als Sohn des Eisenwarenhändlers William Munk und dessen Ehefrau Jane Kenward geboren. Er studierte am University College London und der Universität Leiden, wo er 1837 promovierte. Er arbeitete in verschiedenen Krankenhäusern, bis er 1853 eine Anstellung im Smallpox Hospital annahm, wo er bis 1893 arbeitete. Er galt in seiner Zeit als führende Kapazität für Pocken und seine Aufrufe, Schmerz- und Betäubungsmittel für Betroffene bereitzustellen traf auf erhebliche Aufmerksamkeit. 1854 wurde er zum Fellow des Royal College of Physicians (RCP) berufen.
1857 wurde Munk vom RCP zum Harveian Librarian (Bibliothekar der Harveian Library) gewählt, ein Amt, das wie für ihn geschaffen schien und welches er bis zu seinem Tod hielt. 1861 veröffentlichte er ein zweibändiges Werk, Roll of the Royal College of Physicians, mit biographischen Daten aller Fellows und Lizenziaten des Colleges seit der Gründung durch Thomas Linacre 1518 bis zum Ende des 18. Jahrhunderts. 1878 erschien eine zweite Auflage in drei Bänden, die Mitglieder bis 1825 aufführte. Ursprünglich war Munk’s Roll nicht für eine Veröffentlichung vorgesehen. Daher fehlen weitgehend Referenzen auf die ursprünglichen Quellen der Texte. Auch fehlt die methodische Präsentation moderner Geschichtsforschung. Trotzdem liefert das Werk bis heute eine Unzahl von Daten und Informationen für Geschichtsforscher.
1884 veröffentlichte Munk The Gold-Headed Cane, ein ursprünglich 1827 durch William Macmichael verfasstes Werk. Dabei handelt es sich um die Erinnerungen eines Gehstocks an die verschiedenen Träger, die alle berühmte Ärzte waren. Munk selbst verfasste Biografien zu zwei früheren Präsidenten des RCP, Henry Halford (1895) und John Ayrton Paris (1857). 1887 verfasste er ein Werk zur Euthanasie.
1849 heiratete Munk Emma Luke aus Exeter. Aus der Ehe ginge zwei Söhne und drei Töchter hervor. Er starb am Finsbury Square in London.
Munks 1861 begonnene Arbeit wurde von späteren Bibliothekaren weitergeführt. Bis heute produziert das RCP für alle verstorbenen Fellows und Lizenziaten einen Nachruf. Im Andenken an William Munk lautet die Bezeichnung auch heute noch Munk’s Roll.

## Schriften (Auswahl)
- A memoir of the life and writings of John Ayrton Paris. London 1857 (Digitalisat).
- Roll of the Royal College of Physicians. 2 Bände. London 1861 (Band 1, Band 2).
  - 2. Auflage. 3 Bände. London 1878 (Band 1, Band 2, Band 3).
- The Gold-Headed Cane. London 1884 (Digitalisat) – als Herausgeber.
- Euthanasia, or, Medical treatment in aid of an easy death. London 1887 (Digitalisat).
- The life of Sir Henry Halford […]. London 1895 (Digitalisat).